# Хильда Лини, Мотарилавоа
Мотарилавоа Хильда Лини (англ. Motarilavoa Hilda Lini; 1954 — 25 мая 2025) — нивануатская политик, журналистка и активистка. Стала первой женщиной, избранной в парламент Вануату в 1987 году.

## Биография
Родилась в 1954 году. Представляла избирательный округ Порт-Вила в парламенте с 1987 по 1996 год. Была министром здравоохранения (1991—1995), затем министром юстиции, культуры и по делам женщин (октябрь-ноябрь 1996).
Активно выступала за безъядерный статус Тихоокеанского региона, права женщин, охрану окружающей среды и права коренных народов.
Умерла 25 мая 2025 года в Порт-Виле.

## Личная жизнь
Сестра первого премьер-министра Вануату — Уолтера Лини.

## Награды
- Премия за безъядерное будущее[англ.] (2005)
- Премия мира имени Шона Макбрайда (1993)
- Орден Восточного Тимора[англ.] (2014)